# Metro de Brasilia
Metro del Distrito Federal se inició en 1992 y tenía que estar listo en 1999, pero con la demora de los trabajos, fue concluido a principios de 2001. 
El servicio comercial empezó al circular el día 24 de septiembre de 2001. Durante los primeros meses operados sólo de 10:00-16:00 al largo de 32 kilómetros de la red de 41 kilómetros (desde la Estación Central de Autobuses hasta Taguatinga y el Helecho) con 11 estaciones. Los Concesionarios de la estación eran entregados en 2002. 
Las líneas, la verde y la naranja, empiezan en la estación Central (Terminal de la estación de autobuses) y van juntas. Las líneas se separan en Aguas Claras: la línea naranja va hacia el sur, a Samambaia, y la línea verde sigue a Taguatinga y finalmente, a Ceilândia. El metro es subterráneo entre la Estación Central y la estación Ala del Sur, después circula por la superficie. Las estaciones se equipan con escaleras y ascensores.

## Estaciones
Línea Verde y Naranja:
- Central
- Galeria
- 102 Sul
- 104 Sul (no operativa)
- 106 Sul
- 108 Sul
- 110 Sul
- 112 Sul
- 114 Sul
- Asa Sul
- Shopping
- Feira
- Guará
- Arniqueiras
- Águas Claras

Línea Naranja:
- Taguatinga Sul
- Furnas
- Samambaia Sul
- Terminal Samambaia

Línea Verde:
- Concessionárias
- Estrada Parque
- Praça do Relógio
- Onoyama (no operativa)
- Centro Metropolitano
- Ceilândia Sul
- Guariroba
- Ceilândia Centro
- Ceilândia Norte
- Terminal Ceilândia.